# Ernesto Serra
Pour les articles homonymes, voir Serra.
Ernesto Serra, né le 24 mars 1860 à Varallo Sesia et mort le 17 mai 1915 à Turin, est un peintre italien de genre, de paysages et portraitiste de Varallo Sesia, dans la province de Verceil dans le Piémont.

## Biographie
Ernesto Serra naît le 24 mars 1860 à Varallo Sesia,. Il étudie à l'Accademia Albertina de Turin auprès du professeur Andrea Gastaldi (1826-1889) et remporte une médaille d'or pour une peinture de portrait. Il se spécialise dans la peinture de genre, de paysages et de portraits.
Lors de l'Exposition italienne de Turin en 1884, il expose un portrait d'une dame appelée Elda, qui est très apprécié du public et dont il réalise par la suite une quinzaine de versions. Elda est  acquis par le comité de l'exposition pour servir de prix à la loterie de l'exposition. En 1886, il expose Così? à l'exposition Primaverile Fiorentina (Printemps florentin) organisée par la Società delle belle Arti di Firenze à Florence. Il expose ensuite les tableaux Lilia, Civetteria et Trastulli materni à l'Esposizione Nazionale Artistica di Venezia (Exposition artistique nationale de Venise) en 1887. De 1888 à 1895, il est parrainé par le Negozianti d'Arte di Colà et vit à Paris pendant deux ans où il expose Maura pienserosa et Visione à l' Exposition Universelle (1889).
Après son retour en Italie, il a son atelier au 2 du Corso Valentino  à Turin,. En 1897, Serra expose des peintures à la Biennale di Venezia (Biennale de Venise ) et en 1898 expose trois peintures (Compagni di giuochi, Venditrice d'aranci et Una mossa difficile ) à lEsposizione Generale Italiana, et deux peintures religieuses (Il Sonno del Bambino Gesù et Maddalena nel Deserto ) à lEsposizione d'Arte Sacra Antica e Moderna, (Exposition d'Art Sacré) à Turin, pour laquelle il reçoit une médaille d'argent. Le comité responsable de l'exposition valsésienne à l'exposition  publie un magazine pour représenter les œuvres d'artistes valsésiens à l'exposition, qui présente également des œuvres d'Ernesto Serra. En 1901, il expose Falciatore (Faucheur) à l'Exposition internationale d'art de Munich, très bien accueilli et réexposé en 1904 à lInternazionale de Rome et en 1913 à l'Esposizione della Promotrice di Belle Arti de Turin. En 1902, il participe à lEsposizione Quadriennale di Belle Arte à Turin avec Fiori d'aprile,. Beaucoup de peintures de Serra sont acquises par des galeries nationales et municipales, mais il est également soutenu par le roi Victor Emmanuel III d'Italie et par la princesse Isabelle de Bavière, la duchesse de Gênes. Plus tard dans sa vie, il se concentre sur la peinture de paysage des montagnes près de Turin.
Ernesto Serra meurt le 17 mai 1915 à Turin et les croquis, dessins et peintures de son atelier sont vendus aux enchères par la Galleria Bollardi à Turin en 1917.

## Liste des tableaux
- Lo Scialle Rosso (Femme au foulard rouge), sans date, huile sur toile, 40 × 61 cm.
- Elda, sans date. Exposé à l'exposition italienne de Turin en 1884.
- Ritratto Di Giovane Dama (Une jeune beauté, Elda ?), sans date, huile sur toile, 44 × 72 cm.
- Beauté espagnole, Elda ?, sans date, huile sur toile, 46 × 67 cm.
- Une jeune fille en manteau de satin, Elda ?, sans date, huile sur toile, 44 × 70 cm.
- Portrait De jeune orientale (Juive de Venise, Elda ?), sans date, huile sur toile, 43 × 69 cm. Collection privée MJ Waterloo, Amsterdam.
- Ritratto Di Giovinetta, Elda ?, sans date, huile sur toile, 40 × 69 cm.
- Portrait d'une jeune beauté (peut-être Sarah Bernhardt), Elda ?, sans date, huile sur toile, 39 × 64 cm.
- Ritratto di fanciulla, sans date, huile sur toile, 38 × 77 cm.
- Farfalla nera (papillon noir, portrait de jeune homme), sans date. Exposé à L'Esposizione di Belle Arti a Brera en 1985.
- Lilia, sans date. Exposé à l'Exposition artistique nationale, Venise, 1887.
- Civetteria, sans date. Exposé à l'Exposition artistique nationale, Venise, 1887.
- Trastulli materni, sans date. Exposé à l'Exposition artistique nationale, Venise, 1887.
- Mariage vénitien[1], sans date.
- Gitane avec un tambourin, 1883, huile sur toile, 79 × 125 cm.
- Première communion, Venise[1], sans date, huile sur toile.
- Maura pienserosa (Pensive Maura), sans date, huile sur toile, 30 × 40 cm. Galleria Nazionale d'Arte Moderna, Rome, Italie.
- Visione, sans date. Galleria Civica d'Arte Moderna, Turin, Italie.
- Alla Fontana, sans date, huile sur toile, 85 × 130 cm[5].
- Couchers de soleil atmosphériques, sans date, huile sur toile, paire de peintures, une signée, 60 × 100 cm.
- Compagni di giuochi, sans date, huile sur toile. Exposé à l'Esposizione Generale Italiana de 1898 à Turin[7].
- Una mossa difficile, sans date, huile sur toile. Exposé à l'Esposizione Generale Italiana de 1898 à Turin[7].
- Venditrice d'aranci (La Vendeuse d'oranges), sans date, huile sur toile, 85 × 130 cm. Exposé à l'Esposizione Generale Italiana de 1898 à Turin[7].
- Venditrice d'aranci (La Vendeuse d'oranges), sans date, huile sur toile, 58 × 90 cm.
- Il Sonno del Bambino Gesù, huile sur toile. Exposé à l'Esposizione d'Arte Sacra Antica e Moderna de 1898 à Turin[8].
- La Maddalena nel Deserto, huile sur toile. Exposé à l'Esposizione d'Arte Sacra Antica e Moderna de 1898 à Turin[8].
- Fille avec panier d'agneau, sans date, huile sur toile, 90 × 133 cm.
- La Fenaison dans la forêt, sans date, huile sur toile, 119 × 168 cm.
- Gentiluomo A Cavallo (Gentilhomme à cheval), 1899, huile sur toile, 143 × 300 cm.
- Dama Che Legge (Dame lisant), sans date, huile sur toile, 112 × 167 cm.
- Dolci Pensieri, sans date, huile sur toile, 66 × 91 cm.
- Fanciulla Col Gatto, sans date, huile sur toile, 36 × 50 cm.
- Val di Cogne, sans date, huile sur toile, 140 × 100 cm.

## Galerie

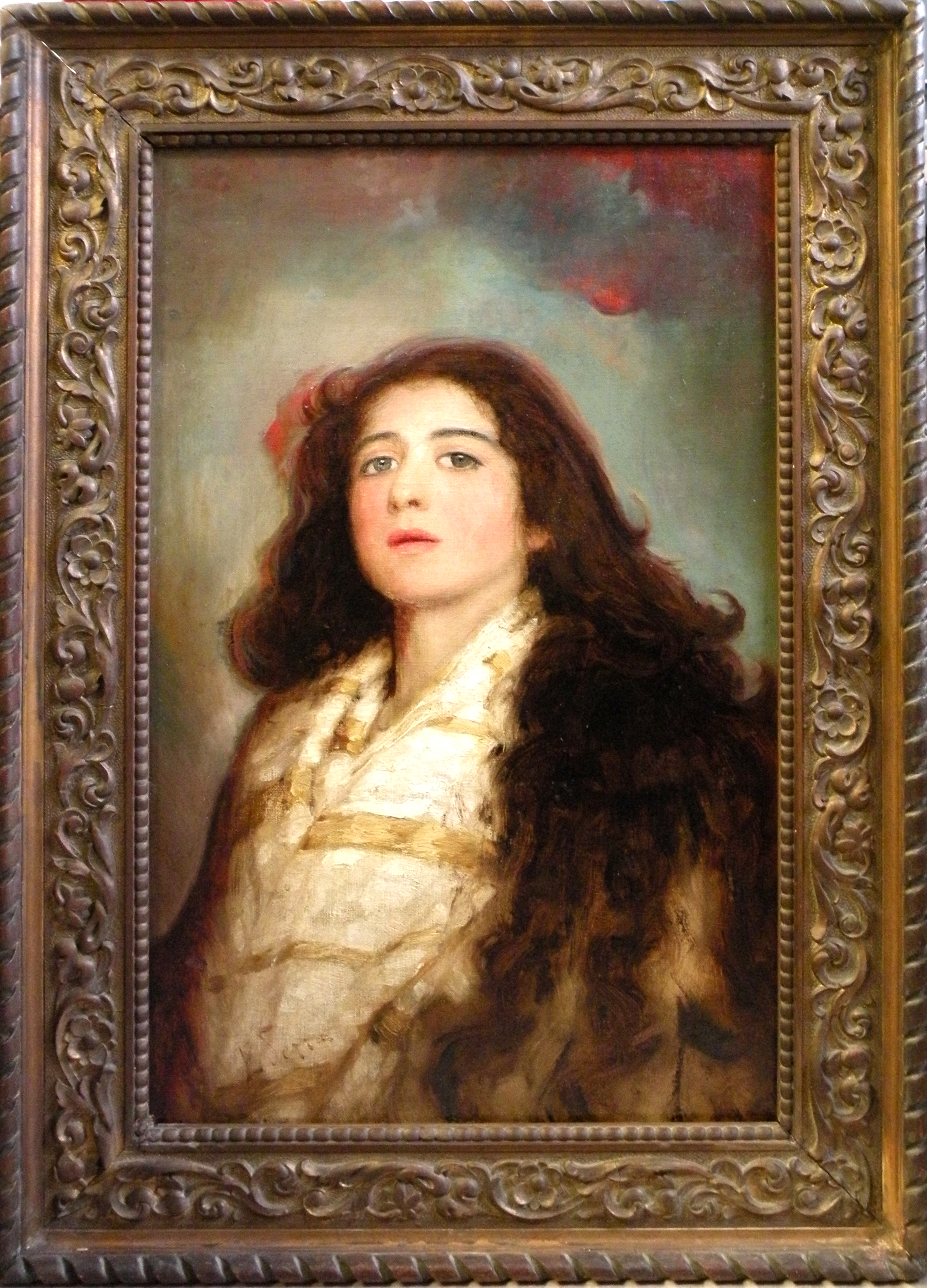
Elda, portrait d'une dame. date 1885-1890, huile sur toile.
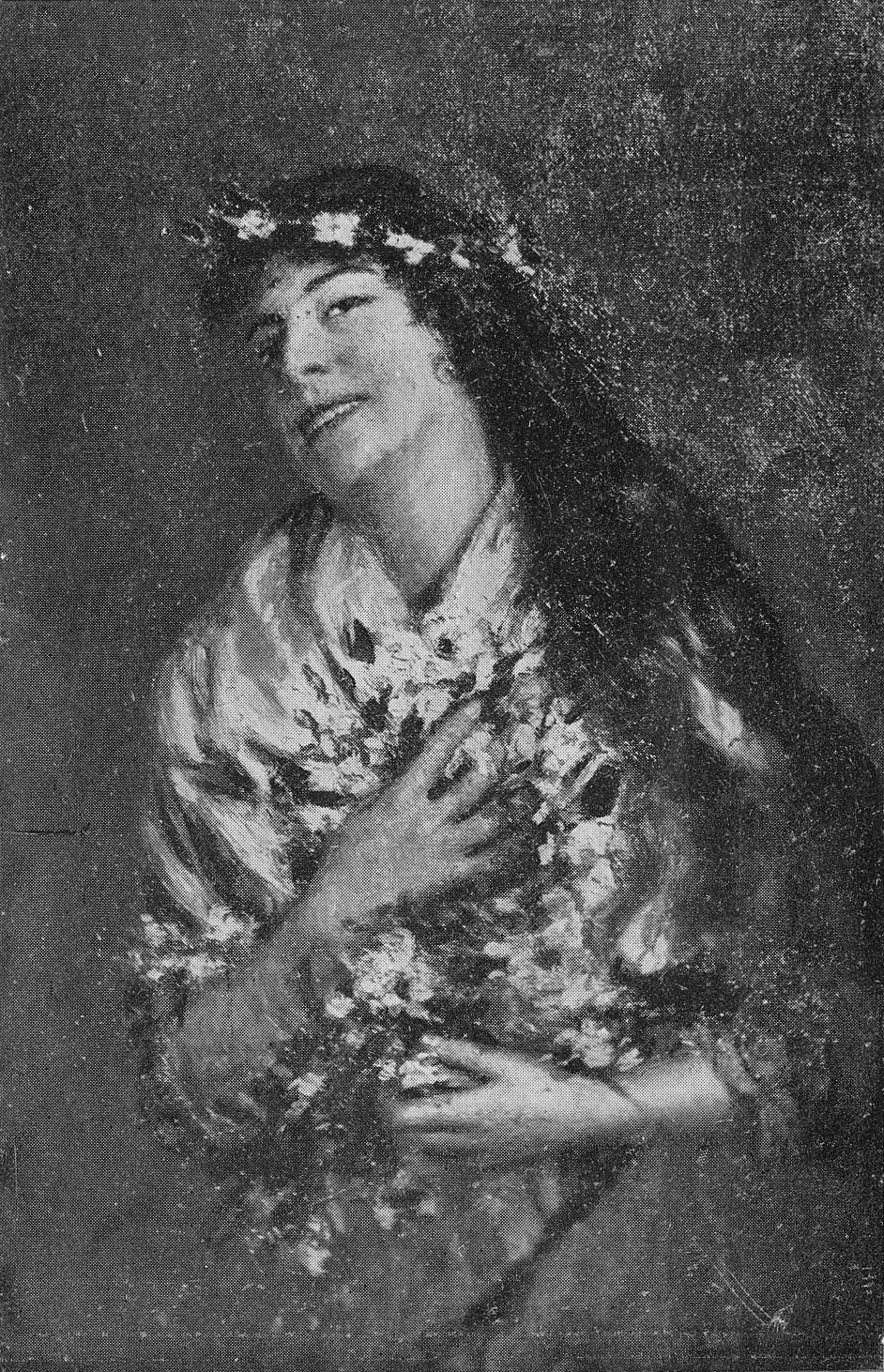
Primavera.
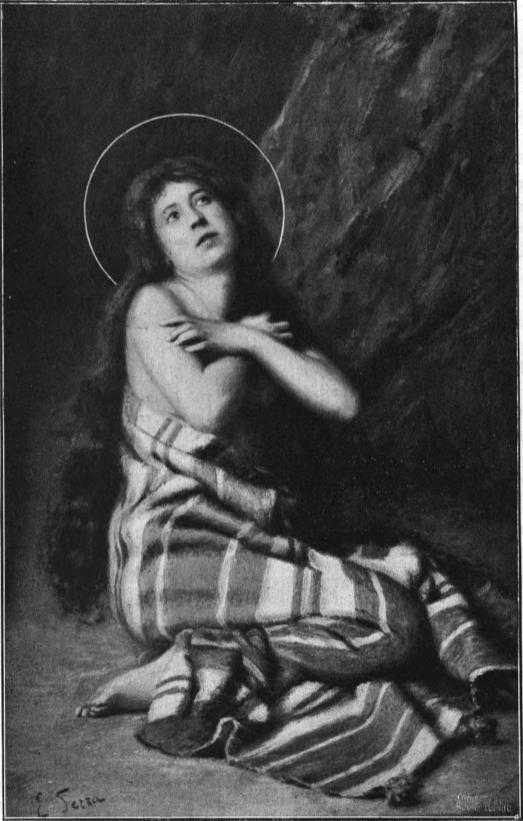
Madeleine dans le désert, huile sur toile, Exposé à la galerie d'art moderne à l'exposition d'art sacré, Turin, 1898.
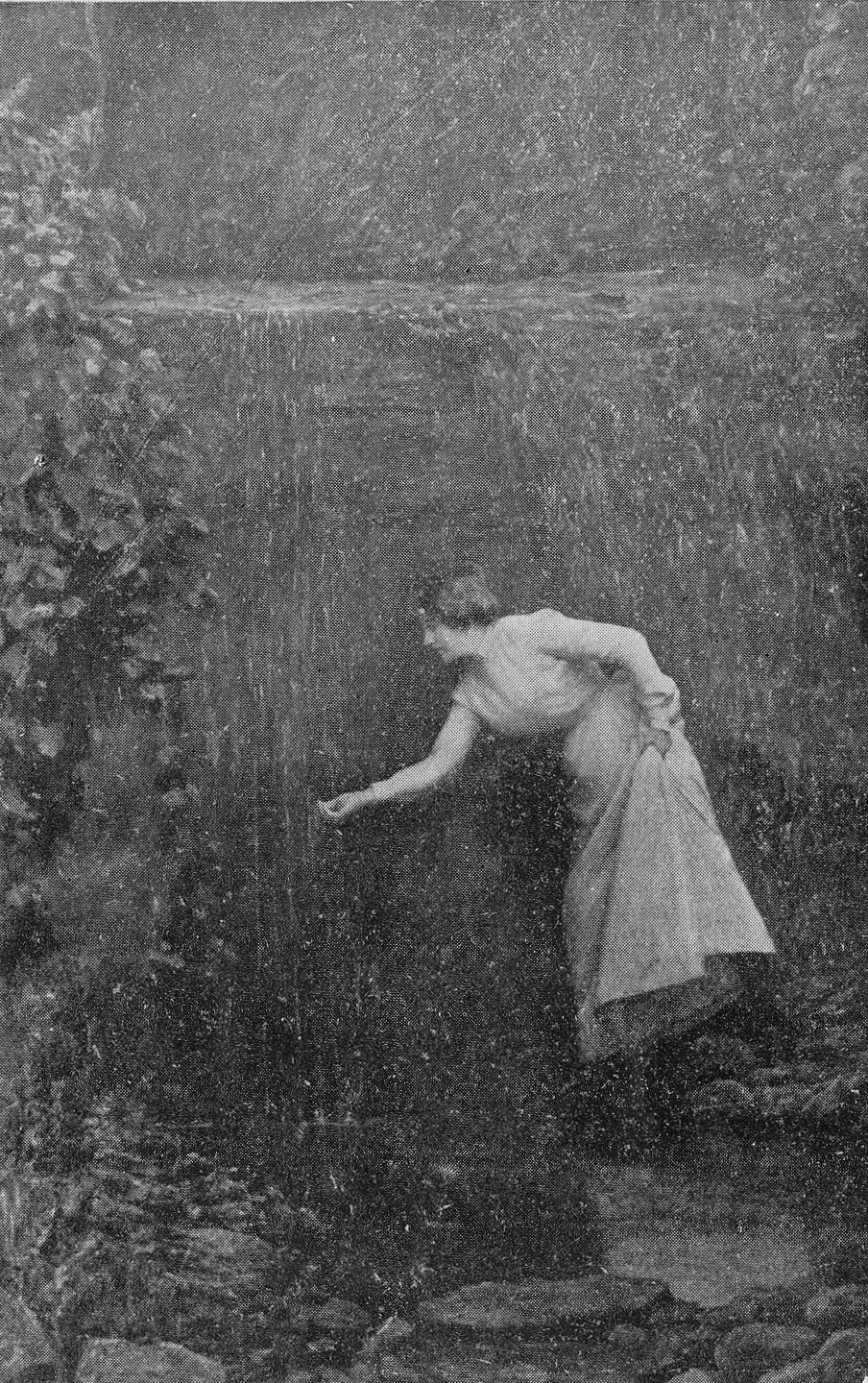
À la fontaine.
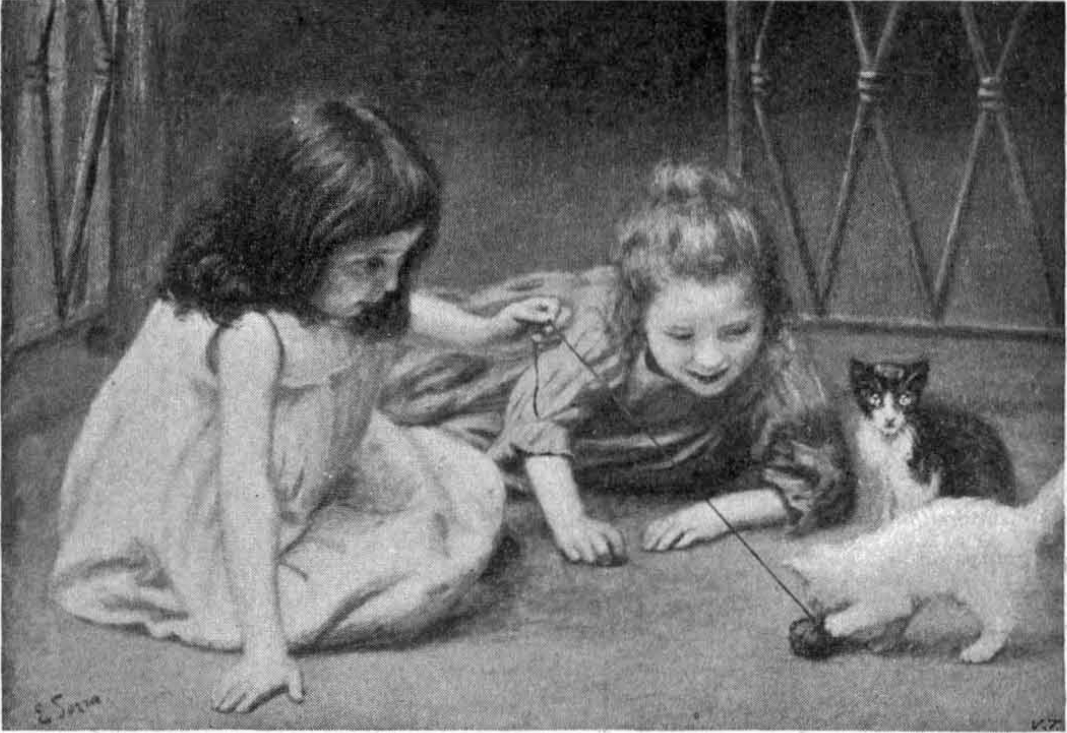
Compagnons de jeux. Exposé à l'Esposizione Generale Italiana, Turin, 1898.